# ジェフ・カシワ
ジェフ・カシワ（Jeff Kashiwa、1963年 - ）は、アメリカ合衆国ケンタッキー州ルイビル生まれ、ワシントン州シアトル育ちのジャズ・フュージョン界で活躍するサックス奏者。
日系アメリカ人2世を両親にもつ日系アメリカ人3世。日本名にユキオの名を持つ（漢字は不明）。日本語は殆ど話すことはできない。
1991年、サックス奏者としてザ・リッピントンズに加入。1997年に脱退しソロ活動に専念していたが、2009年に復帰している。

## ディスコグラフィ

### リーダー・アルバム
- Remember Catalina (1995年)
- Walk a Mile (1997年)
- Another Door Opens (2000年)
- Simple Truth (2002年)
- Peace of Mind (2004年)
- Play (2007年)
- Back in the Day (2009年)
- Let It Ride (2012年)
- Fly Away (2017年)

### ザ・リッピントンズ
- 『聖ジェームス・クラブへようこそ』 - Welcome to the St. James' Club (1990年、GRP)
- 『カーヴス・アヘッド』 - Curves Ahead (1991年、GRP)
- 『ウィークエンド・イン・モナコ』 - Weekend in Monaco (1992年、GRP)
- 『サハラ』 - Sahara (1994年、GRP)
- 『ブレイヴ・ニュー・ワールド』 - Brave New World (1996年、GRP)
- 『ブラック・ダイヤモンド』 - Black Diamond (1997年)
- Côte D'Azur (2011年)

### The Sax Pack
- The Sax Pack  (2008年)
- The Pack Is Back (2009年)
- The Power of 3 (2015年)